# 41 Рыси
41 Рыси (лат. 41 Lyncis), HD 81688 — тройная звезда в созвездии Большой Медведицы на расстоянии приблизительно 280 световых лет (около 85,9 парсек) от Солнца. Возраст звезды определён как около 6,3 млрд лет.
Вокруг звезды обращается, как минимум, одна планета.
41 Рыси оказалась в созвездии Большой Медведицы при уточнении границ созвездий.

## Характеристики
Первый компонент (WDS J09287+4536A) — оранжевая звезда спектрального класса K0III-IV, или K0III, или G5. Видимая звёздная величина звезды — +5,517m. Масса — около 2,669 солнечной, радиус — около 11,144 солнечного, светимость — около 56,953 солнечной. Эффективная температура — около 5026 K.
Второй компонент (HD 81704) — жёлто-белая звезда спектрального класса F8. Видимая звёздная величина звезды — +10,93m. Радиус — около 3,15 солнечного, светимость — около 10,507 солнечной. Эффективная температура — около 5793 K. Удалён на 83,7 угловой секунды.
Третий компонент (UCAC2 47313357) — жёлтый карлик спектрального класса G. Видимая звёздная величина звезды — +10,75m. Радиус — около 0,92 солнечного, светимость — около 0,665 солнечной. Эффективная температура — около 5516 K. Удалён на 106,8 угловой секунды.

## Планетная система
В 2008 году группой японских астрономов из астрофизической обсерватории Окаяма было объявлено об открытии планеты HD 81688 b. Это газовый гигант, превосходящий по массе Юпитер не менее, чем в 2,7 раза. Открытие было совершено методом Доплера.
В 2019 году учёными, анализирующими данные проектов HIPPARCOS и Gaia, у звезды обнаружена планета HIP 46471 c.